# Atriden-Tetralogie
Die Atriden-Tetralogie ist ein Dramenzyklus des deutschen Schriftstellers Gerhart Hauptmann, der eine Adaption der antiken Vorlagen von Euripides, Aischylos und Sophokles darstellt. Hauptmann arbeitete vier Jahre lang an diesem Alterswerk in jambischem Versmaß, das 1944 erschien.

## Handlung und Einzelwerke
Die Götter sind erzürnt über die Tötung einer Hirschkuh der Artemis durch einen mykenischen Krieger. Sie verlangen von Agamemnon, dem König von Mykene, dass er seine Tochter Iphigenie opfert, bevor ihm gestattet wird, seinen Feldzug gegen Troja fortzusetzen. Das Opfer wird vollbracht, indem drei Priesterinnen Iphigenie nach Tauris entführen. Als Agamemnon nach Argos heimkehrt, nimmt seine Gattin Klytaimnestra Blutrache und bringt ihn aufgrund seiner Schuld am vermeintlichen Tod der Tochter um. Doch kommt kurz darauf auch Klytaimnestra zu Tode. Ihre Tochter Elektra hat ihren Bruder Orestes zum Töten der rachsüchtigen Mutter angestiftet. Aus Einsicht in die Gesetze einer inhumanen Welt, in der der Mensch hilflos der Macht der Götter ausgeliefert scheint, bringt sich Iphigenie zuletzt selbst in Delphi als Sühnopfer den Göttern dar.
Die Atriden-Tetralogie besteht aus vier Einzelwerken:
- Teil 1: Iphigenie in Aulis. Tragödie (5 Akte). Berlin (Suhrkamp) 1944. Entstanden 1940–1943. UA 15. November 1943 Wien, Burgtheater; Regie: Lothar Müthel; mit Ewald Balser (Agamemnon), Käthe Dorsch (Klytämnestra), Käthe Braun (Iphigenie), Helmuth Krauss (Kalchas)
- Teil 2: Agamemnons Tod. Tragödie (Einakter). Berlin (Suhrkamp) 1948. Entstanden 1942. UA 10. November 1947 Berlin, Deutsches Theater, Kammerspiele; Regie: Heinz Wolfgang Litten; Musik: Herbert Baumann; mit Walther Süssenguth (Agamemnon), Gerda Müller (Klytämnestra), Fritz Rasp (Aigisthos), Horst Drinda (Orest), Ingo Osterloh (Pylades). Ursendung als Hörspiel: 28. Juli 1946, DIAS Berlin
- Teil 3: Elektra. Tragödie (Einakter). Berlin (Suhrkamp) 1948. Entstanden 1944. UA 10. November 1947 Berlin, Deutsches Theater, Kammerspiele; Regie: Heinz Wolfgang Litten
- Teil 4: Iphigenie in Delphi. Tragödie (3 Akte). Berlin (S. Fischer) 1941. Entstanden 1940. UA 15. November 1941 Berlin, Staatliches Schauspielhaus; Regie: Jürgen Fehling; Bühnenbild: Rochus Gliese; Musik: Mark Lothar; mit Hermine Körner (Iphigenie), Maria Koppenhöfer (Elektra), Bernhard Minetti (Orestes), Gustav Knuth (Pylades)

## Rezeption
Während des Zweiten Weltkriegs konnten nur der erste Teil der Tetralogie, Iphigenie in Aulis, in der Regie Lothar Müthels am Wiener Burgtheater sowie der vierte Teil, Iphigenie in Delphi, am Staatlichen Schauspielhaus Berlin durch Jürgen Fehling uraufgeführt werden. Der zweite und dritte Teil wurden erstmals nach Kriegsende am Deutschen Theater Berlin in der Sowjetischen Besatzungszone gezeigt.
Unter anderem angesichts von Gerhart Hauptmanns Mitgliedschaft in der NSDAP und der besonderen Wertschätzung Hauptmanns durch die Nationalsozialisten, die ihn als einen der sechs wichtigsten Schriftsteller in die Sonderlisten der unersetzlichen Künstler aufgenommen und ihn von sämtlichen Kriegsverpflichtungen befreit hatten, sind die sperrigen Atriden-Dramen nur selten aufgeführt worden.
Einen Beitrag zur Rehabilitation Gerhart Hauptmanns beabsichtigte Erwin Piscator, der mit der ersten Gesamtaufführung von Hauptmanns Tetralogie Die Atriden seine Direktion an der Freien Volksbühne in West-Berlin einleitete. Piscators Inszenierung am Theater am Kurfürstendamm, dem damaligen Haus der Freien Volksbühne, erregte im Oktober 1962 großes Aufsehen. Der Regisseur reduzierte Hauptmanns Gesamttext auf insgesamt zehn Akte, deutete das Werk als „verschlüsselte Anklage gegen das Nazi-Regime“ und griff ausgiebig auf Dokumentationsmaterial aus der Kriegszeit zurück. Die Berliner Inszenierung wurde 72-mal gezeigt.
Eine weitere Inszenierung des Gesamtwerks im Februar und März 1989 am Theater Bielefeld mit Umstellungen und Raffungen wollte insbesondere die politische Psychologie des Stoffs sichtbar machen und orientierte sich streckenweise an Piscators Formensprache. Die Inszenierung unter der Regie Dieter Reibles wurde überwiegend positiv aufgenommen.